# Cementit
Cementit je karbid z empirično formulo Fe3C. To je stehiometrična vmesna spojina med železom in ogljikom. To pomeni, da je razmerje med številom atomov železa in ogljika natančno določeno (Fe : C = 3 : 1). Cementit se kongruentno tali; tali se enako kot čisti element: pri konstantni temperaturi, sestava taline, ki pri tem nastane pa je enaka sestavi cementita. Njegovo tališče je pri 1260 °C. Je zelo trd (~800 HV).
Ločimo:
- primarni cementit. V faznem diagramu Fe-Fe3C se izloča neposredno iz taline kot primarna faza v koncentracijskem območju med 4,31 in 6,69 % C oziroma v temperaturnem območju med 1260 in 1147 °C (vzdolž črte CD).
- sekundarni cementit. Izloča se iz avstenita po črti SE (med 0,77 in 2,14 % C; 727 °C in 1147 °C). Navadno po kristalnih mejah, kar bistveno zmanjša žilavost jekel.
- terciarni cementit. Izloča se iz ferita po črti PQ (med 0 in 0,022 % C; 0 °C in 727 °C).

Cementit se pojavlja tudi v okviru večfaznih mikrostrukturnih sestavin:
- ledeburita. Ledeburit je evtektik v sistemu Fe-Fe3C, ki je pri sobni temperaturi sestavlje iz transformiranega avstenita in cementita.
- perlita. Ta je sestavljen iz ferita in cementita. Nastane pri evtektoidni reakciji. Cementit je lahko v obliki lamel (lamelni perlit) ali kroglic (kroglasti perlit).
- zgornjega bainita, ki nastane pri neravnotežnem razpadu avstenita. Cementit je v obliki drobnih ploščic med feritom.

Cementit se izloča tudi iz martenzita pri popuščanju.